# Proanoplomus cylindricus
Proanoplomus cylindricus är en tvåvingeart som beskrevs av Chen 1948. Proanoplomus cylindricus ingår i släktet Proanoplomus och familjen borrflugor.
Artens utbredningsområde är Taiwan. Inga underarter finns listade i Catalogue of Life.